# Északi Miniszterek Tanácsa

A tagállamok

Az Északi Miniszterek Tanácsa Dánia, Finnország, Izland, Norvégia és Svédország részvételével működő regionális szervezet. Célja a skandináv államokat közösen érintő átfogó kérdések, problémák megvitatása és a kölcsönös együttműködés kialakítása és fenntartása. 
A tanácsot 1971 februárjában hozták létre. Tagjai a tagállamok külügyminiszterei és a vitatott ügyekben érdekelt más miniszterek. Határozatai kötelező érvényűek a tagállamok kormányaira. Külön pénzalapot tartanak fenn, különböző beruházási, kulturális, tudományos, oktatási, közjóléti és közegészségügyi programok támogatására. 
Kiegészítő szervezete az Északi Tanács, ami tanácsadó testületként működik.

## A tanács elnökei
- 1972-1973: Gudmund Saxrud, Norvégia
- 1973-1978: Olli Bergman, Finnország
- 1978-1982: Hans Kühne, Dánia
- 1982-1985: Ragnar Sohlman, Svédország
- 1985-1992: Fridtjov Clement, Norvégia
- 1992-1996: Pär Stenbäck, Finnország
- 1996-2002: Søren Christensen, Dánia
- 2003-2006: Per Unckel, Svédország
- 2007-        : Halldór Ásgrímsson, Izland